# Campofelice di Fitalia
Campofelice di Fitalia – miejscowość i gmina we Włoszech, w regionie Sycylia, w prowincji Palermo.
Według danych na rok 2004 gminę zamieszkiwało 595 osób, 17 os./km².